# Ambo (Etiopía)
Ambo es una ciudad del centro de Etiopía. Se encuentra situada en la región Oromia, a 2101 metros sobre el nivel del mar. Tiene una población de 48.171 habitantes.